# Samuel Adolph von Kalckreuth
Samuel Adolph von Kalckreuth (* 1693 in Guhren bei Crossen; † 14. Oktober 1778 in Stettin) war ein preußischer Generalmajor und Chef des Infanterieregiments Nr. 43.

## Leben
Beförderungen
- 1710 Gefreiter-Corporal
- 1716 Fähnrich
- 1720 Sekonde-Leutnant
- 1725 Premier-Leutnant
- 1726 Stabs-Capitain
- 1731 Capitain
- 1740 Major
- 1746 Obristleutnant
- 1747 Obrist
- 1757 Generalmajor

Er war der Sohn von Hans Christoph von Kalckreuth († 1721), Erbherr auf Guhren im Kreis Züllichau, und dessen zweiter Ehefrau Maria Elisabeth von Kleist. Der Oberst Ernst Georg von Kalckreuth war sein Stiefbruder; der Major Hans Otto von Kalckreuth sein Bruder.
Kalckreuth ging 1710 als Gefreitenkorporal in preußische Dienste und wurde im Infanterieregiment „Anhalt-Zerbst“ in Stettin angestellt. Er nahm 1715 während des Pommernfeldzuges 1715 an den Kämpfen um Wolin und Usedom teil. Am 20. Juli 1746 wurde er vom Major zum Oberstleutnant befördert. Nachdem er bereits im März 1747 zum Kommandeur des Infanterieregiments Nr. 8 ernannt worden war, wurde er am 24. Mai 1747 Oberst und im Januar 1757 Generalmajor. Außerdem erhielt er das Infanterieregiment „von Anhalt“. 1758 wurde ihm ein ehemaliges sächsisches Regiment zugeteilt. Es war das ursprüngliche Regiment „Prinz Friedrich August von Sachsen“ und wurde wie andere auch nach der Kapitulation der Sächsischen Armee bei Pirna in preußische Dienste übernommen. Kalckreuth demittierte am 29. August 1758 und starb ledig.
Er kämpfte in den Schlachten von Hohenfriedberg und Prag. In der Schlacht bei Leuthen durfte er mit den Grenadieren den ersten Angriff führen. Zudem kämpfte er bei den Belagerungen von Prag und Cosel.